# Mesterholdenes Europa Cup i håndbold 1970-71 (mænd)
Mesterholdenes Europa Cup i håndbold 1970–71 var den 11. udgave af Mesterholdenes Europa Cup i håndbold for mænd. Turneringen havde deltagelse af 25 klubhold: 24 nationale mestre fra sæsonen forinden samt den forsvarende Europa Cup-vinder, og den blev afviklet som en cupturnering, hvor opgørene til og med semifinalerne blev afgjort over to kampe (ude og hjemme), mens finalen blev afgjort i én kamp på neutral bane.
Turneringen blev vundet af de forsvarende mestre VfL Gummersbach fra Vesttyskland, som i finalen i Dortmund besejrede Steaua Bucuresti fra Rumænien med 17-16. Det var tredje gang at VfL Gummersbach vandt Mesterholdenes Europa Cup – de to første titler blev vundet i sæsonerne 1966-67 og 1969-70.
Danmarks repræsentant i turneringen var HG fra København, som tabte i ottendedelsfinalen til Dukla Praha med 29-39 efter to kampe.

## Resultater

### 1/16-finaler
| Dato   | Dato   | Hjemmehold i 1. kamp    | Udehold i 1. kamp    | Resultat | Resultat | Resultat |
| 1.kamp | 2.kamp | Hjemmehold i 1. kamp    | Udehold i 1. kamp    | Samlet   | 1.kamp   | 2.kamp   |
| ------ | ------ | ----------------------- | -------------------- | -------- | -------- | -------- |
| 21.10. | 4.11.  | Spojna Gdansk           | Frisch Auf Göppingen | 37–44    | 21-20    | 16-24    |
| 15.10. | 29.10. | BM Granollers           | ROC Flemallois       | 51–22    | 28-11    | 23-11    |
| ?      | 1.11.  | Fram Reykjavik          | US d'Ivry            | 32–39    | 16-15    | 16-24    |
| ?      | 4.11.  | Union Edelweiss Linz    | MAI Moskva           | 21–57    | 11-26    | 10-31    |
| ?      | ?      | Buscaglione Roma        | HV Sittardia         | 16–72    | 10-24    | 6-48     |
| ?      | ?      | Grasshopper-Club Zürich | SC Magdeburg         | 27–37    | 16-17    | 11-20    |
| ?      | 2.11.  | VIF G.Dimitrov Sofia    | HB Dudelange         | 29–24    | 20-11    | 9-13     |
| ?      | ?      | Elektromos Budapest     | SoIK Hellas          | 22–32    | 13-17    | 9-15     |
| ?      | ?      | OSI Oslo                | UK-51 Helsinki       | 36–31    | 18-20    | 18-11    |

### 1/8-finaler
| Dato   | Dato   | Hjemmehold i 1. kamp | Udehold i 1. kamp    | Resultat | Resultat | Resultat |
| 1.kamp | 2.kamp | Hjemmehold i 1. kamp | Udehold i 1. kamp    | Samlet   | 1.kamp   | 2.kamp   |
| ------ | ------ | -------------------- | -------------------- | -------- | -------- | -------- |
| ?      | 23.12. | VfL Gummersbach      | Frisch Auf Göppingen | 33–24    | 20-12    | 13-12    |
| 14.12. | 20.12. | BM Granollers        | US d'Ivry            | 38–34    | 24-22    | 14-12    |
| -      | -      | MAI Moskva           | Sporting Lisboa      | w.o.     |          |          |
| ?      | 30.12. | Dukla Praha          | HG                   | 39–29    | 20-13    | 19-16    |
| ?      | 26.12. | HV Sittardia         | SC Magdeburg         | 42–63    | 21-30    | 21-33    |
| ?      | ?      | Hapoel Ramat Gan     | Partizan Bjelovar    | 19–58    | 11-27    | 8-31     |
| ?      | ?      | VIF G.Dimitrov Sofia | SoIK Hellas          | 21–31    | 10-16    | 11-15    |
| ?      | ?      | Steaua Bucuresti     | OSI Oslo             | 55–29    | 30-14    | 25-15    |

### Kvartfinaler
| Dato   | Dato   | Hjemmehold i 1. kamp | Udehold i 1. kamp | Resultat | Resultat | Resultat |
| 1.kamp | 2.kamp | Hjemmehold i 1. kamp | Udehold i 1. kamp | Samlet   | 1.kamp   | 2.kamp   |
| ------ | ------ | -------------------- | ----------------- | -------- | -------- | -------- |
| 17.1.  | 3.2.   | VfL Gummersbach      | BM Granollers     | 41–26    | 25-14    | 16-12    |
| -      | -      | Sporting Lisboa      | Dukla Praha       | w.o.     |          |          |
| ?      | 31.1.  | SC Magdeburg         | Partizan Bjelovar | 27–29    | 18-15    | 9-14     |
| ?      | ?      | SoIK Hellas          | Steaua Bucuresti  | 22–29    | 12-11    | 10-18    |

### Semifinaler
| Dato   | Dato   | Hjemmehold i 1. kamp | Udehold i 1. kamp | Resultat | Resultat | Resultat |
| 1.kamp | 2.kamp | Hjemmehold i 1. kamp | Udehold i 1. kamp | Samlet   | 1.kamp   | 2.kamp   |
| ------ | ------ | -------------------- | ----------------- | -------- | -------- | -------- |
| 28.2.  | 4.3.   | Sporting Lisboa      | VfL Gummersbach   | 28–50    | 17-25    | 11-25    |
| 21.2.  | 28.2.  | Partizan Bjelovar    | Steaua Bucuresti  | 27–31    | 18-14    | 9-17     |

### Finale
Finalen blev spillet i Dortmund, Vesttyskland.
| Dato | Vinder          | Finalist         | Res.  |
| ---- | --------------- | ---------------- | ----- |
| 2.4. | VfL Gummersbach | Steaua Bucuresti | 17–16 |